# Guilherme I de Arles
Guilherme I de Arles (c. 955 -?) foi um nobre da França medieval, foi Conde de Arles desde 970 e Marquês da Provença desde 979.

## Relações familiares
Foi filho de Bosão de Arles e de (928 - 966) e de Constança de Viena (c. 928 -?), filha de Carlos Constantino (902 - 962) e de Tiberga de Troyes (? - 960).
Casou com Adelaide Branca de Anjou (955 - 1026) filha de Fulque II de Anjou (900 - 11 de Novembro de 958) e de Gerberga de Maine (915 -?), de quem teve:
1. Constança de Arles (c. 986 - Melun, 25 de Julho de 1032), Rainha consorte de França casada com Roberto II de França, "o Piedoso" (972 - 1031), rei de França.
2. Guilherme II da Provença, conde de Arles (982 - 1018) casado com Gerberga de Macon (c. 985 -?), filha de Otão Guilherme de Borgonha.
3. Hermengarda de Toulouse casada com Robert III de Auvergne, conde de Auvergne.
4. Toda de Provence (960 -?) casada com 992 Bernardo I Tallaferro, conde de Besalú (950 - 1020).